# Кызылсая
Кызылсая (каз. Қызылсая) — село в Зерендинском районе Акмолинской области Казахстана. Административный центр Кызылсаянского сельского округа. Код КАТО — 115651100.

## География
Село расположено на северо-западе района, в 74 км на северо-запад от центра района села Зеренда.

### Улицы[2]
- ул. Бейбитшилик,
- ул. Достар,
- ул. Енбек,
- ул. Жастар,
- ул. Мектеп,
- ул. Наурыз,
- ул. Орталык,
- ул. Шагырлы.

### Ближайшие населённые пункты
- село Кызылагаш в 6 км на северо-востоке,
- село Биктесин в 9 км на юго-востоке,
- село Мадениет в 11 км на северо-западе,
- село Сейфуллино в 11 км на востоке.

## Население
В 1989 году население села составляло 1377 человек (из них казахов 100%).
В 1999 году население села составляло 955 человек (487 мужчин и 468 женщин). По данным переписи 2009 года, в селе проживало 650 человек (329 мужчин и 321 женщина).
| Численность населения | Численность населения | Численность населения |
| 1989                  | 1999                  | 2009                  |
| --------------------- | --------------------- | --------------------- |
| 1377                  | ↘955                  | ↘650                  |